# Bruce Beale
Bruce May Beale (16 gennaio 1941 – 17 maggio 2002) è stato un pilota motociclistico rhodesiano.

## Carriera
Nato nella Rhodesia Meridionale, Beale cominciò a correre presso il circuito locale di Bulawayo. Nel 1964 esordì nel motomondiale, correndo con Honda nella classi 125, 250 e 350. Ottenne i suoi primi punti nella classe 250, con un quarto posto raggiunto durante il GP di Francia, disputato sul circuito di Clermont-Ferrand. Sempre nell'anno d'esordio, stavolta nella classe 350, Beale ottenne il primo podio, un secondo posto, sul tracciato tedesco di Solitude, dietro al connazionale e compagno di squadra, Jim Redman. Nel gran premio successivo, corso al Sachsenring (GP della Germania Orientale), giunse in terza posizione nella classe 250, cogliendo il primo podio nella categoria. Nella classe 350 dopo aver ottenuto il primo podio, Beale chiuse i successivi due GP in quarta posizione ed i seguenti due, della Finlandia (Imatra) e delle Nazioni (Monza), nuovamente in seconda posizione. Con 24 punti conquistati, il pilota rhodesiano concluse la stagione della 350 in seconda posizione in classifica generale, davanti al canadese Mike Duff e dietro al connazionale Jim Redman.
Nel 1965, in classe 125 ottenne tre volte il quinto posto, che fu il suo miglior risultato nella categoria, chiudendo in tredicesima posizione. Nella classe 250 ottenne un secondo posto nel GP di Francia e chiuse sesto in classifica generale, mentre nella 350 ottenne due secondi posti e una quarto posto, piazzandosi in quarta posizione finale in classifica.
Nel 1966, in 125 non ottenne punti, nella 250 realizzò due quinti posti chiudendo diciannovesimo in classifica e nella 350 riuscì a piazzarsi in terza posizione nel GP di Germania (Hockenheimring), chiudendo in decima posizione in classifica. Terminò la carriera mondiale a fine stagione.

## Risultati nel motomondiale

### Classe 125
| 1964 | Classe | Moto  |   |   |     |   |    |  |     |   |   |     |   |   |  | Punti | Pos. |
| ---- | ------ | ----- | - | - | --- | - | -- |  | --- | - | - | --- | - | - |  | ----- | ---- |
| 1964 | 125    | Honda | - | 8 | Rit | 6 | 13 |  | Rit | 6 | 7 | Rit | - | - |  | 2     | 19º  |

| 1965 | Classe | Moto  |   |   |   |   |     |     |  |   |   |   |   |   |   | Punti | Pos. |
| ---- | ------ | ----- | - | - | - | - | --- | --- |  | - | - | - | - | - | - | ----- | ---- |
| 1965 | 125    | Honda | - | - | 8 | 5 | Rit | Rit |  | 5 | - | 5 | 7 | - | - | 6     | 13º  |

| 1966 | Classe | Moto  |   |    |   |   |  |   |    |     |   |   |   |   |  | Punti | Pos. |
| ---- | ------ | ----- | - | -- | - | - |  | - | -- | --- | - | - | - | - |  | ----- | ---- |
| 1966 | 125    | Honda | 9 | 13 | - | - |  | - | 17 | Rit | - | - | 9 | - |  | 0     |      |

| Legenda | 1º posto        | 2º posto            | 3º posto            | A punti      | Senza punti        | Grassetto – Pole position Corsivo – Giro più veloce |
| Legenda | Gara non valida | Non qual./Non part. | Ritirato/Non class. | Squalificato | '-' Dato non disp. | Grassetto – Pole position Corsivo – Giro più veloce |

### Classe 250
| 1964 | Classe | Moto  |   |   |   |     |   |   |     |   |   |  |   |   |  | Punti | Pos. |
| ---- | ------ | ----- | - | - | - | --- | - | - | --- | - | - |  | - | - |  | ----- | ---- |
| 1964 | 250    | Honda | - | - | 4 | Rit | 7 | 7 | Rit | 3 | 5 |  | 9 | - |  | 9     | 8º   |

| 1965 | Classe | Moto  |   |   |   |   |     |   |   |   |   |   |   |   |   | Punti | Pos. |
| ---- | ------ | ----- | - | - | - | - | --- | - | - | - | - | - | - | - | - | ----- | ---- |
| 1965 | 250    | Honda | - | - | - | 2 | Rit | 5 | 6 | 5 | - | - | 4 | - | - | 14    | 6º   |

| 1966 | Classe | Moto  |     |   |     |    |   |   |     |   |   |   |   |   |  | Punti | Pos. |
| ---- | ------ | ----- | --- | - | --- | -- | - | - | --- | - | - | - | - | - |  | ----- | ---- |
| 1966 | 250    | Honda | Rit | - | Rit | 11 | 7 | - | Rit | 5 | - | - | 5 | - |  | 4     | 19º  |

| Legenda | 1º posto        | 2º posto            | 3º posto            | A punti      | Senza punti        | Grassetto – Pole position Corsivo – Giro più veloce |
| Legenda | Gara non valida | Non qual./Non part. | Ritirato/Non class. | Squalificato | '-' Dato non disp. | Grassetto – Pole position Corsivo – Giro più veloce |

### Classe 350
| 1964 | Classe | Moto  |  |  |  |    |     |  |   |   |   |   |   |   |  | Punti | Pos. |
| ---- | ------ | ----- |  |  |  | -- | --- |  | - | - | - | - | - | - |  | ----- | ---- |
| 1964 | 350    | Honda |  |  |  | 11 | Rit |  | 2 | 4 | 4 | 2 | 2 | - |  | 24    | 2º   |

| 1965 | Classe | Moto  |  |   |  |  |   |     |  |   |   |   |   |     |   | Punti | Pos. |
| ---- | ------ | ----- |  | - |  |  | - | --- |  | - | - | - | - | --- | - | ----- | ---- |
| 1965 | 350    | Honda |  | - |  |  | 4 | Rit |  | - | - | 2 | 2 | Rit | - | 15    | 4º   |

| 1966 | Classe | Moto  |  |   |   |   |  |   |     |   |   |   |   |  |  | Punti | Pos. |
| ---- | ------ | ----- |  | - | - | - |  | - | --- | - | - | - | - |  |  | ----- | ---- |
| 1966 | 350    | Honda |  | 3 | 6 | - |  | - | Rit | 5 | - | - | - |  |  | 7     | 10º  |

| Legenda | 1º posto        | 2º posto            | 3º posto            | A punti      | Senza punti        | Grassetto – Pole position Corsivo – Giro più veloce |
| Legenda | Gara non valida | Non qual./Non part. | Ritirato/Non class. | Squalificato | '-' Dato non disp. | Grassetto – Pole position Corsivo – Giro più veloce |